# General Transit Feed Specification

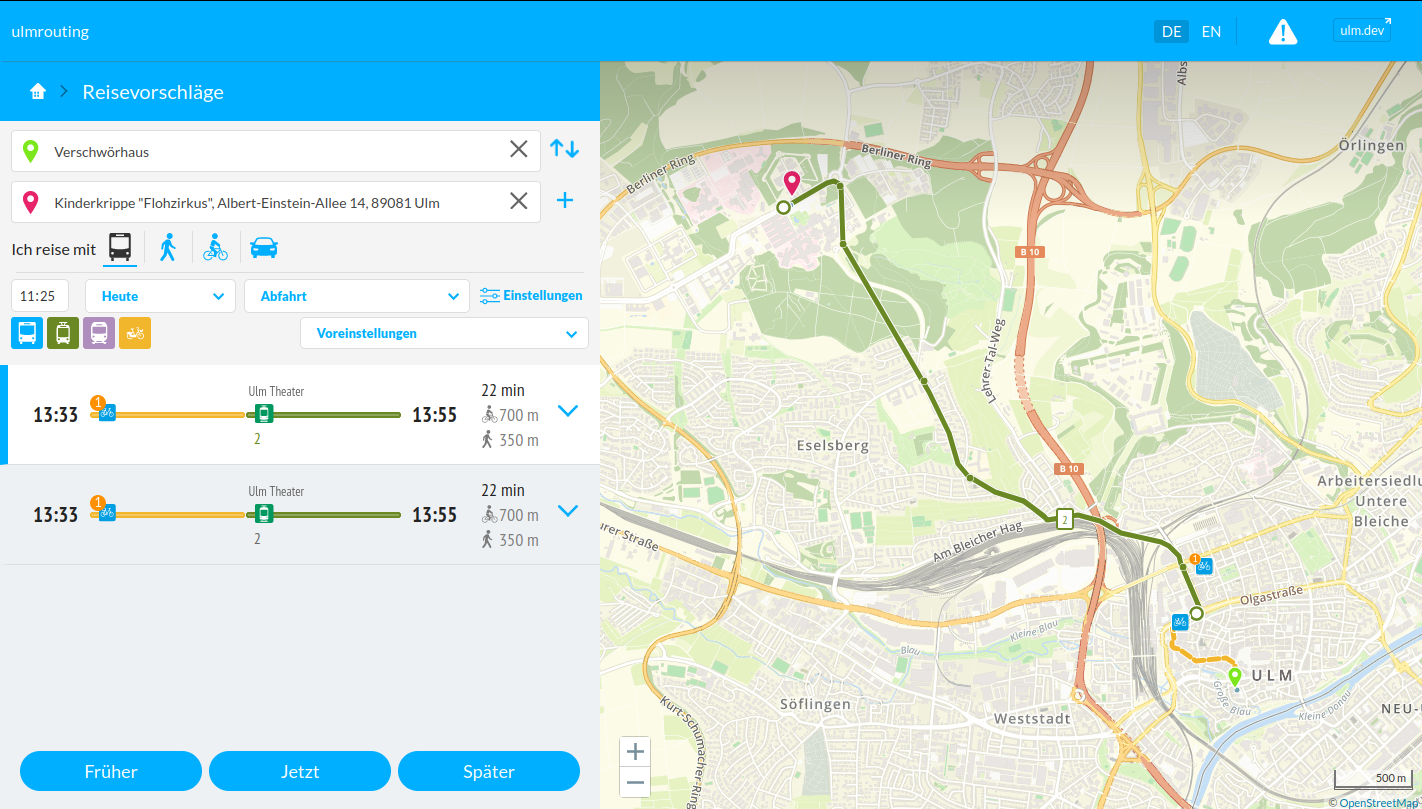
Exemple de demande d'informations sur les horaires du départ à la destination dans digittransit.

General Transit Feed Specification (GTFS, traduction littérale : spécification générale pour les flux relatifs aux transports en commun) est un format informatique standardisé pour communiquer des horaires de transports en commun et les informations géographiques associées (topographie d'un réseau : emplacement des arrêts, tracé des lignes).
GTFS, originellement conçu par Bibiana McHugh, une responsable des systèmes d'information chez TriMet (en), l'autorité organisatrice des transports urbains de l'agglomération de Portland (Oregon), a été développé par Google et TriMet, et initialement dénommé Google Transit Feed Specification.

## Format des données

### GTFS statique
Les données sont codées dans plusieurs fichiers, dont  :
- agency.txt regroupe les informations sur le service de transport (compagnies de transport, nom du réseau)
- calendar.txt et calendar_dates.txt qui contiennent le calendrier de circulation
- routes.txt présente le nom et la direction des routes (terme anglais pour lignes, au sens d'une origine-destination)
- stops.txt liste tous les points d'arrêt et propose d'éventuelles informations
- trips.txt détaille les courses, sous la forme d'une table de liaison entre les services (agency), les routes et les régimes de circulation (calendar.txt et calendar_dates.txt)
- stops_times.txt présente les horaires des courses aux points d'arrêt
- transfers.txt présente les correspondances entre plusieurs points d'arrêt
- shapes.txt permet le tracé d'une route sur une carte
- frequencies.txt indique le temps entre deux courses d'une ligne (pour celles qui n'ont pas d'horaires fixes aux points d'arrêts)

### GTFS-realtime
GTFS-realtime est une extension de GTFS qui permet de fournir des informations en temps réel sur le fonctionnement du réseau :
- mises à jour des trajets : retards, annulations et itinéraires modifiés
- alertes de service : arrêt déplacé et événements imprévus affectant une station, un itinéraire ou l'ensemble du réseau
- position du véhicule : informations sur les véhicules, y compris leur localisation et la densité du trafic